# Floorball Bund Hamburg
Der Floorball Bund Hamburg e. V. (abgekürzt: FBH) ist der Floorball-Verband  der Freien und Hansestadt Hamburg. Der FBH ist Mitglied im Floorball-Verband Deutschland.

## Zweck des Verbandes
Förderung und Organisation für Hamburg in Zusammenarbeit mit dem  FLV-SH und dem FVN.

## Mitglieder
- ETV Piranhhas
- TSC Wellingsbüttel
- SV Eidelstedt
- HNT Hamburg
- Hochschulsport Hamburg Förderverein
- Grundschule Neurahlstedt

## U17-Nordauswahl
Gemeinsam mit den Verbänden Schleswig-Holstein (FLV-SH), Niedersachsen (FVN) und Bremen (BFB) stellt Hamburg eine Auswahlmannschaft, die als Grundlage für die Nationalmannschaft dient. In Turnieren wird gegen Auswahlmannschaften der anderen Verbände gespielt.